# سامسونج جالكسي جي 1 أيس نيو
سامسونج جالكسي جي 1 أيس نيو (بالإنجليزية: Samsung Galaxy J1 Ace Neo)‏ هو هاتف ذكي يعمل بنظام أندرويد، أصدرته شركة سامسونج في يوليو 2016.

## المواصفات

### الشاشة
شاشة الجهاز هي شاشة لمس تعمل بتقنية "سوبر أموليد"، بقياس4.3 إنش ودقة عرض 400 × 800 بكسل (HD)؛ وبكثافة تقارب 217 بكسل في الإنش، وتدعم الشاشة اللمس المتعدد.

### المعالجة والنظام والذاكرة
نظام التشغيل في الجهاز هو أندرويد من الإصدار 5.1.1، والمعالج من نوع ARM Cortex-A7، بسرعة 1.2 غيغاهرتز رباعي النوى، ومعالج الرسوميات فيه من نوع Mali-400. وذاكرة الرام بسعة 1 غيغابايت، والذاكرة الداخلية بسعة 8 غيغابايت، ويستطيع الجهاز استقبال ذاكرة خارجية بسعة 128 غيغابايت.

### الكاميرا
الكاميرا الخلفية بدقة 5 ميغابكسل، مع تقنية التركيز الآلي وفلاش LED، وتحمل ميزة التصوير البانورامي وتمييز الوجوه، ودقة تصوير الفيديو 720 بكسل (HD). أما الكاميرا الأمامية فبدقة 2 ميغابكسل.

### الصوتيات
نظام تشغيل الوسائط في الجهاز هو Android media player، ويمكنه تشغيل ملفات صوتية بصيغة إم بي 3، وWAV. ومَدخل سماعة الرأس بقُطر 3.5 مليمتر، والجهاز قادر على تسجيل الأصوات.

### الاتصال
الجهاز قادر على تصفح الإنترنت، ويستطيع تشغيل الواي-فاي. وإصدار البلوتوث فيه هو 4.1، ويحمل تقنية الاتصال قريب المدى (NFC)، وتشغيل هذه التقنية يعتمد على المتجر الإلكتروني. وإصدار اليو إس بي في الجهاز هو الإصدار الثاني، ويستطيع الجهاز تشغيل راديو إف إم.